# Государственная граница Пакистана
Госуда́рственная грани́ца Пакистана — линия и проходящая по этой линии вертикальная поверхность, определяющие пределы государственной территории (суши, вод, недр и воздушного пространства) Пакистана, пространственный предел действия государственного суверенитета Пакистана. Протяжённость пакистанской границы составляет 6.774 км.

## Сухопутные границы
Основная территория Пакистана граничит по суше с 4 государствами-членами ООН.
| Государства | Длина границы (км) |
| ----------- | ------------------ |
| Индия       | 2.912              |
| Афганистан  | 2.430              |
| Иран        | 909                |
| Китай       | 524                |

## Морские границы
Длина береговой линии Пакистана составляет 1,046 км. С Оманом Пакистан имеет только морскую границу, хотя до 1958 года город Гвадар находился под юрисдикцией арабского государства.

## Сухопутные

### Афганистан
Линия Дюранда — практически неразмеченная 2430-километровая граница между Афганистаном и Пакистаном. Возникла в результате трёх англо-афганских войн, в которых Великобритания пыталась расширить Британскую Индию. Данная линия является результатом переговоров в 1893 году между афганским эмиром Абдур-Рахманом и секретарём индийской колониальной администрации сэром Мортимером Дюранддом. Афганское правительство отказывается признавать её границей.

### Индия
Вагах — единственный населённый пункт, через который можно пересечь границу между двумя государствами.

### Иран
В 2007 году Иран начал возведение бетонной стены на общей границе между двумя странами. Пакистанские официальные лица не протестовали против этого решения, так как Иран строил барьер на своей территории. Высота барьера составляет 10 футов, усилен стальными прутьями, был построен вдоль общей границы двух государств, проходящей по территории исторической области Белуджистан. Своё решение отгородиться от Пакистана барьером иранские официальные лица объяснили тем, что через данный участок границы проходит большой объём наркотрафика, а также экстремистски настроенные группировки белуджей проникают на территорию Ирана с целью совершения террористических актов и провокаций.

### Китайская Народная Республика
Пакистан с Китаем связывает Каракорумское шоссе, проходящее через спорную территорию Гилгит-Балтистан. На этом шоссе расположен сухой порт Суст. Этот город занимает стратегическое положение, через него проходят все пассажирские и грузовые перевозки через пакистано-китайскую границу. В Сусте действует облегчённая таможенная схема, поэтому китайские товары проходят растаможивание здесь и затем развозятся по городам Пакистана.